# Епирско царство
Епирското царство (на гръцки: το Βασίλειο της Ηπείρου), както още историографски Епиро-тесалийското царство или Тесало-епирско царство е средновековно царство на обявилия се за „цар на сърби и гърци“ Симеон Урош Палеолог в периода 1355–1371 г. Разпада се в резултат от Чирменската битка. Обхваща Епирското деспотство, Тесалийското деспотство и средновековните албански владения.

## Наименование
Царството на оспорилия властта на Стефан Урош V – Симеон Синиша, се простира в Южна Македония, Епир и Тесалия, т.е. в най-южните предели от Душановото царство. Това е основно Епир, Тесалия, Арбан, както и части от Южна Македония.
В Костур през 1355 г. Симеон Синиша се провъзгласява за цар на сърби и гърци. След чирменската битка, царството присъединява и териториите на Валона, Канина и Белград в днешна южна Албания, принадлежали на Иван Комнин, както и областта Арбанон.
През 1373 г. Йован Урош по неясни причини абдикира и се замонашава на Метеора, предавайки властта в Тесалия в полза на своя царски роднина Алексий Ангел Филантропин. В крайна сметка семейството на Филантропините установява властта си над Тесалия, но никой от владелите областта не се титулова повече "цар".

## Царе
Династия Неманич Палеолог
- Симеон Синиша (1359–1371)
- Йован Урош (1371–1373)
- Тома II Комнин Прелюбович (1373–1384)
- Мария Ангелина Дукина Палеологина (1384–1385)

Династия Бунделмонти
- Исав де Бунделмонти (1385–1411)
- Джорджо де Бунделмонти (1411)

Династия Токо
- Карло I Токо (1411–1429)
- Карло II Токо (1429–1448), падането на Янина (1430 г.)
- Леонардо III Токо (1448–1479), падането на Арта (1449 г.) и Ангелокастро (1460 г.)